# Chamaemyia flavipalpis
Chamaemyia flavipalpis är en tvåvingeart som först beskrevs av Alexander Henry Haliday 1838.  Chamaemyia flavipalpis ingår i släktet Chamaemyia och familjen markflugor. Enligt den finländska rödlistan är arten sårbar i Finland. Arten är reproducerande i Sverige. Artens livsmiljö är sandstränder vid Östersjön. Inga underarter finns listade i Catalogue of Life.